# Liste der Generalgouverneure von St. Vincent und die Grenadinen
Tabellarische Liste der Generalgouverneure von St. Vincent und die Grenadinen. Bis zur Unabhängigkeit 1979 wurde St. Vincent und die Grenadinen durch Kolonialbeamte regiert.

Flagge des Generalgouverneurs von St. Vincent und die Grenadinen

| Nr. | Name                                     | Lebensdaten | Amtsbeginn         | Amtsende           |
| --- | ---------------------------------------- | ----------- | ------------------ | ------------------ |
| 1   | Sir Sydney Gun-Munro                     | 1916–2007   | 27. Oktober 1979   | 28. Februar 1985   |
| 2   | Sir Joseph Lambert Eustace               | 1908–1996   | 28. Februar 1985   | 29. Februar 1988   |
|     | Henry Harvey Williams (geschäftsführend) | 1917–2004   | 29. Februar 1988   | 20. September 1989 |
| 3   | Sir David Emmanuel Jack                  | 1918–1998   | 20. September 1989 | 1. Juni 1996       |
| 4   | Sir Charles Antrobus                     | 1933–2002   | 1. Juni 1996       | 3. Juni 2002       |
|     | Monica Dacon (geschäftsführend)          | * 1934      | 3. Juni 2002       | 2. September 2002  |
| 5   | Sir Frederick Ballantyne                 | 1936–2020   | 2. September 2002  | 31. Juli 2019      |
| 6   | Susan Dougan                             | * 1955      | 1. August 2019     | amtierend          |